# إدو ساليس
إدو ساليس هو لاعب كرة قدم برازيلي في مركز الهجوم، ولد في 6 أبريل 1990 في كوريتيبا في البرازيل. لعب مع أتلتيكو باراناينسي ونادي جوينفيل ونادي ميتالورغي روستافي.